# Max Soliven

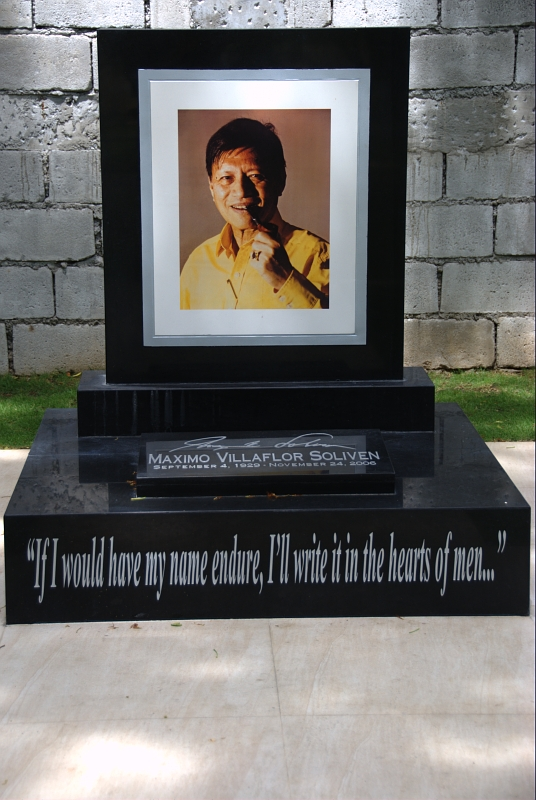
Het graf van Soliven, Libingan ng mga Bayani

Maximo "Max" Soliven (Manilla, 4 september 1929 - Narita, 24 november 2006) was een Filipijns journalist en krantenuitgever.

## Biografie
Max Soliven werd in 1929 geboren in de Filipijnse hoofdstad Manilla. Zijn ouders waren Palagia Villaflor en Benito Soliven, voormalig afgevaardigde in het Filipijnse Assemblee. Soliven behaalde een bachelor-diploma journalistiek aan de Ateneo de Manila University en een master-diploma communicatie aan de Fordham University in New York.
Na zijn studie begon Soliven aan een carrière in de journalistiek. Hij was onder meer redacteur van The Sentitel van 1952 tot 1954, verslaggever van de Manila Chronicle van 1955 tot 1956, buitenlandcorrespondent voor de Manila Times van 1957 tot 1960 en assistent-redacteur van het Business-katern van de Manila Times van 1956 tot 1960. Van 1960 tot 1962 was Soliven columnist voor de Evening News en van 1963 tot 1972 was hij columnist en reporter voor de Manila Times. In zijn twaalf jaar als buitenlandcorrespondent en reporter versloeg hij onder andere de Vietnamoorlog en de staatsgreep in Indonesië van 1965. Ook was hij aanwezig bij de eerste maal dat China een atoombom liet afgaan en interviewde hij premier Zhou Enlai naar aanleiding daarvan. Tevens interviewde hij andere wereldleiders als paus Johannes Paulus II, de Amerikaanse president John F. Kennedy, de Indonesische president Soekarno, de Indiase premier Jawaharlal Nehru, de Argentijnse president Carlos Menem, de Cubaanse president Fidel Castro en de Vietnamese oorlogsheld en generaal Võ Nguyên Giáp.
Nadat president Ferdinand Marcos in 1972 de staat van beleg afkondigde werd Soliven samen met duizenden anderen gearresteerd. Hij deelde drie maanden een cel met oppositieleider Benigno Aquino jr. voor hij werd vrijgelaten. Na zijn vrijlating mocht hij drie jaar Manilla niet verlaten en zeven jaar niet schrijven of het land verlaten. In deze periode werkte hij desondanks van 1972 tot 1979 als freelance journalist voor The New York Times en Newsweek. Tevens schreef hij columns in de South China Morning Post van 1983 tot 1986 in de Bangkok Post van 1984 tot 1986. In 1985 richtte Soliven samen met Betty Go-Belmonte en Eugenia Duran-Apostol de Philippine Daily Inquirer op. Soliven was redacteur en uitgever van deze krant totdat een jaar later verschillen van inzicht ervoor zorgden dat Soliven en Go-Belmonte vertrokken bij de Philippine Daily Inquirer en samen een andere nieuwe Filipijnse krant oprichtten. Deze krant bleef hij uitgeven tot aan zijn dood in 2006. Beide kranten groeiden uit tot grootste kranten van het land, met de Inquirer op de eerste plaats en de Philippine Star als tweede.
Voor zijn werk als journalist won hij diverse onderscheidingen. Zo werd hij viermaal uitgeroepen tot Filipijns journalist van het jaar en won hij de Ten Oustanding Young Men Award in 1960. In 2001 werd hij door de Spaanse koning Juan Carlos opgenomen in de Orde van Isabella de Katholieke. Ook werd hij in oktober 2006 door de Franse overheid benoemd in het Legioen van Eer en werd hij door de Filipijnse president Gloria Macapagal-Arroyo postuum opgenomen in de Orde van Lakandula (met de graad van Grootofficier).
Soliven overleed in 2006 op 77-jarige leeftijd aan de gevolgen van een hartstilstand op de luchthaven van Narita. Hij werd gecremeerd in Tokio, waarna zijn as op 10 januari 2007, de datum van het overlijden van zijn vader Benito, werd begraven op het Libingan ng mga Bayani (begraafplaats voor helden). Hij was getrouwd met Preciosa Quiogue en kreeg met haar drie dochters.